# Бригінець Микола Лаврентійович
Бригінець Микола Лаврентійович (26 червня 1904, Кривий Ріг, Херсонська губернія (нині Дніпропетровська область) — 25 квітня 1981, Тернопіль) — фізіолог рослин. Перший ректор Тернопільського педагогічного інституту. Кандидат сільськогосподарських наук (1937).За багаторічну роботу нагороджений орденами «Знак Пошани», «Трудового червоного прапора», «За трудову доблесть».

## Життєпис
1931 — Закінчив Херсонський інститут соціального виховання.
1931-1932 — викладав у Криворізькому медичному технікумі.
1935-1938 — працював старшим науковим співробітником Інституту зернового господарства (м. Дніпро).
1938-1941, 1944-1950 — завідувач кафедри ботаніки, одночасно у березні — травні 1944 року виконуючий обов'язки директора Херсонського педагогічного інституту.
1950-1958 — завідувач кафедри ботаніки Кременецький педагогічний інститут (Тернопільська область),
1961-1969 — ректор Кременецького педагогічного інституту (Тернопільська область).
1969-1974 — ректор Тернопільського педагогічного інституту.
Основний напрямок наукових досліджень — анатомія та морфологія рослин. Вивчав питання підвищення зимостійкості озимої пшениці поглибленням вузла кущіння.
Кількість наукових праць — 25.